# Томас Канті
Томас Канті (англ. Thomas Canty; нар. 1952, Бостон, США) — ілюстратор і книжковий дизайнер у сфері фентезі.

## Кар'єра
Томасу Канті приписують новаторство стилю малювання та дизайну обкладинок книжок під впливом таких митців-романтиків XIX століття, як Альфонс Муха, Густав Клімт і прерафаеліти. Його картини щороку з'являються на обкладинках відзначених нагородами найкращих видань фентезі та жахів року, а також у багатьох інших книгах у сфері фентезі та за її межами, включно з серією Keltiad Патриції Кеннелі.
Він працював арт-директором і дизайнером у видавництві Donald M. Grant Publisher і співпрацював над багатьма проектами з редактором/автором Террі Віндлінґ, такими як серія «Казки» (Ace Books і Tor Books) і серія «Білосніжка, червона кров» (Avon). У 1985 році Grant опублікував його вірш «Монстр на Різдво». Серед інших нагород, Канті отримав дві премії World Fantasy Awards як найкращий художник. Його роботи виставлялися в галереї Товариства ілюстраторів у Нью-Йорку, а також у музеях і галереях Сполучених Штатів. Він є одним із засновників The Newbury Studio та членом The Endicott Studio.